# Georg-Danzer-Steg

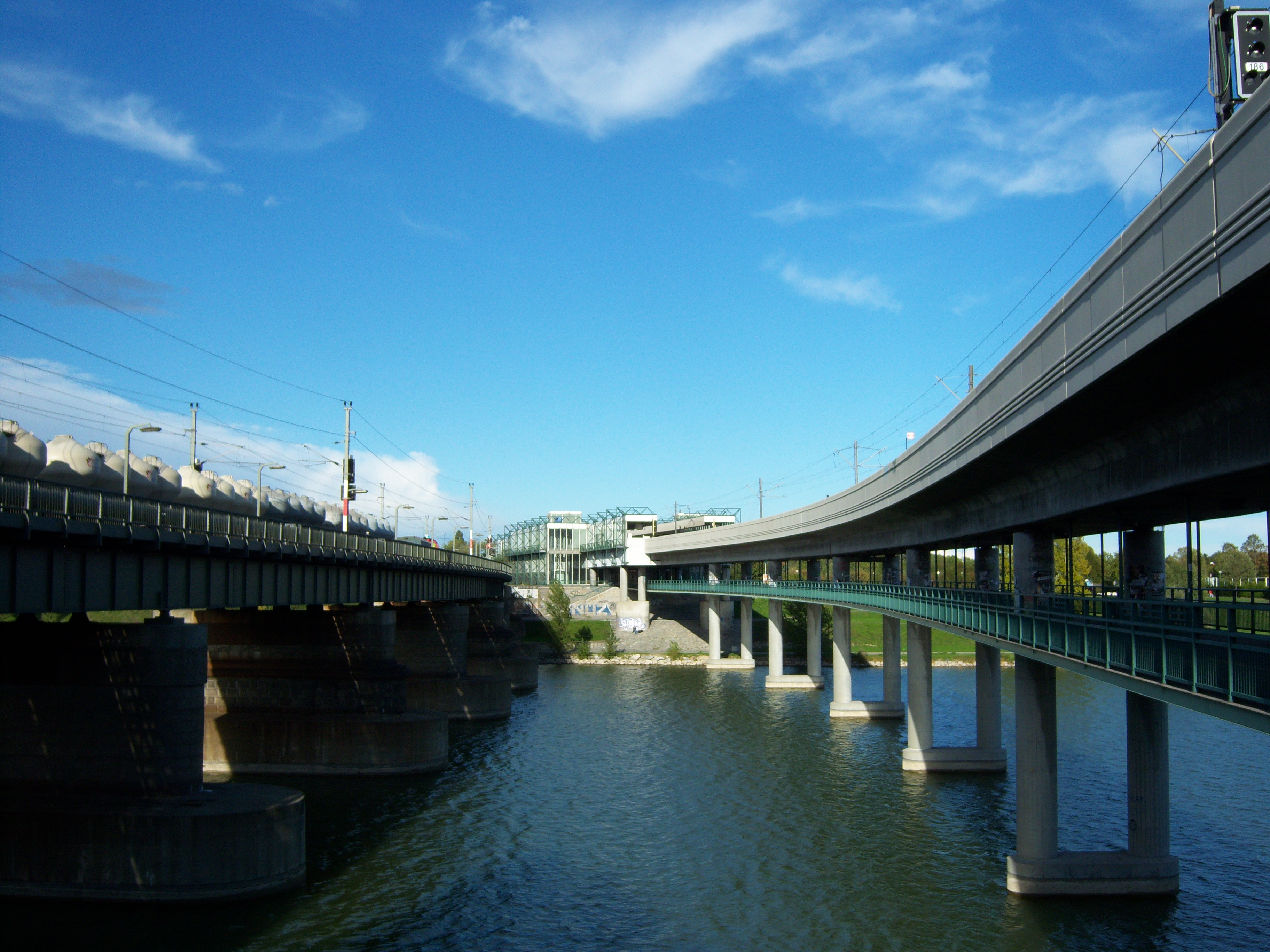
Links die Nordbahnbrücke, rechts das Teilstück der Brücke Georg-Danzer-Steg über die Neue Donau mit der unter der U-Bahnbrücke abgehängten Trasse für den Rad- und Fußverkehr, direkt am Hubertusdamm bei der U-Bahn-Station Neue Donau endend. Gut erkennbar die in sanftem Bogen geschwungene Brückenkonstruktion.

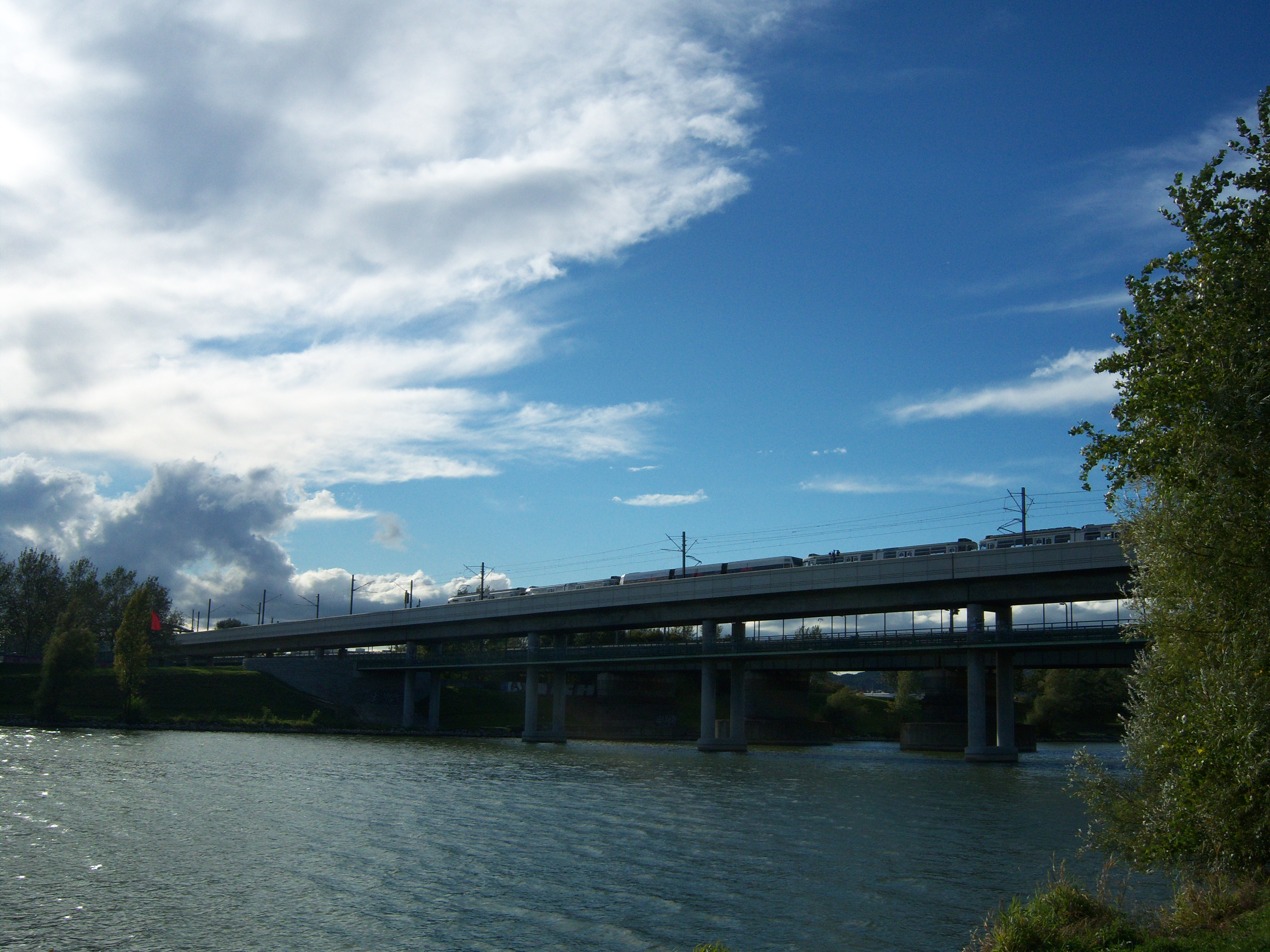
U6-Donaubrücke mit U-Bahn-Zug bei der Ausfahrt aus der U-Bahn-Station Neue Donau und dem untergehängten Georg-Danzer-Steg; dahinter die Nordbahnbrücke

Der Georg-Danzer-Steg ist ein Brückenbauwerk, das die Wiener Bezirke Brigittenau (20.) und Floridsdorf (21.) verbindet. Die Rad- und Fußgängerquerung, die über die Donau, die Donauinsel und die Neue Donau führt, ist nach dem Liedermacher Georg Danzer benannt, der 2007 verstarb. Der Steg ist Bestandteil der U6-Donaubrücke (amtlicher Sprachgebrauch), die anlässlich der Verlängerung der U-Bahn-Linie U6 bis Floridsdorf errichtet wurde. Wegen nur geringen Mehraufwandes wurde ein Steg mitgeplant, der das Fuß- und Radwegenetz zwischen den beiden Bezirken ebenfalls verbindet. Das Brückenbauwerk verläuft direkt neben der Nordbahnbrücke, über die der Schienenverkehr der Österreichischen Bundesbahnen verläuft.
Seinen heutigen Namen erhielt der Steg im Jahr 2009; ob die Bezeichnung auch die U6-Donaubrücke selbst umfasst, wird in der Praxis uneinheitlich gehandhabt.

## Geschichte

### Entstehung
Der Baubeginn von Eisenbahnbrücke und Steg erfolgte 1991, die Eröffnung erfolgte am 4. Mai 1996 auf dem gesamten Streckenabschnitt zwischen Spittelau und Floridsdorf.

### Namensgebung
Die Benennung des bis dahin namenlosen Brückenbauwerks als Georg-Danzer-Steg wurde vom dafür zuständigen Gemeinderatsausschuss für Kultur und Wissenschaft am 31. März 2009 einstimmig beschlossen. Als Begründung führt die Stadt Wien an, dass „Georg Danzer […] einer der Künstler [war], die bei der Festveranstaltung anlässlich ‚25 Jahre Reichsbrücke‘ der Instandsetzung der Reichsbrücke 2003 bis 2005 teilgenommen ha[ben].“ Es sei dies auch deshalb „eine Hommage an den verstorbenen Künstler, da dieser Steg ein vielgenutzter Zugang während des alljährlich stattfindenden Donauinselfests ist.“
Auf Basis der angeführten Quellen ist unklar, ob die Bezeichnung Georg-Danzer-Steg das gesamte Brückenbauwerk inklusive der Brückenabschnitte der U6-Donaubrücke (als Objekte der Wiener Linien) umschließt, oder ob damit ausschließlich die unter der Magistratsabteilung 29 (Brückenbau und Grundbau) stehenden Stege für den Rad- und Fußverkehr an den Außenseiten der Strombrücke sowie unter der Brücke über die Neue Donau benannt wurden.

## Verkehrsanbindung

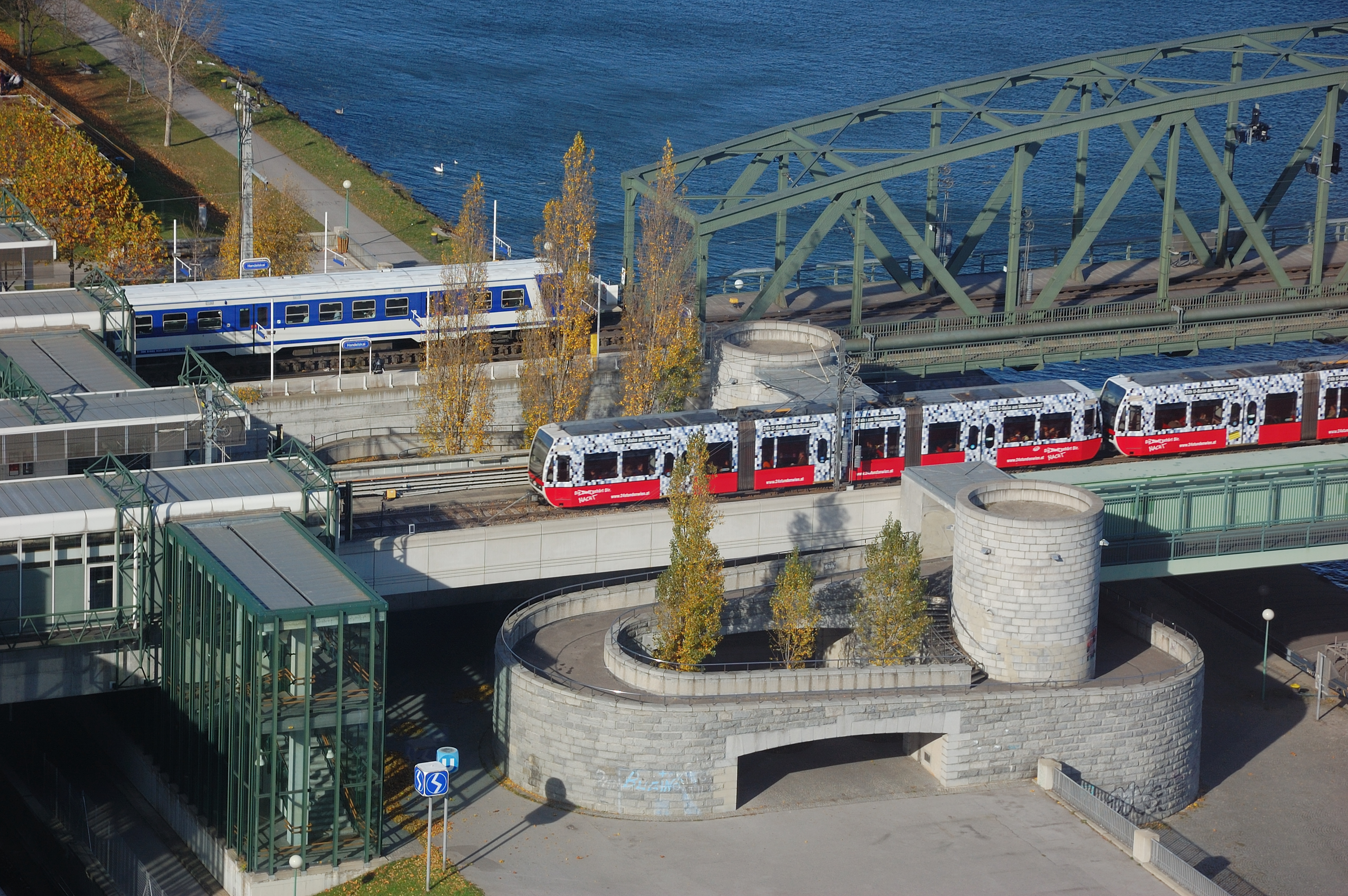
Verkehrsstation Wien Handelskai (links), Turmbauwerk als Auffahrtsrampe auf den Georg-Danzer-Steg (Bildmitte) mit der unterhalb der U-Bahn-Gleisebene liegenden Trasse für den Rad- und Fußverkehr (rechts)
Züge: Im Vordergrund (rot) eine U6, im Hintergrund (blau) eine S-Bahn auf der parallelen Nordbahnbrücke

### Öffentlicher Verkehr
Genau wie die (stromaufwärts) über die Donau direkt parallel verlaufende Nordbahnbrücke (Schnellbahn-Stammstrecke und Regionalbahnverkehr) verbindet auch die U6-Donaubrücke den 20. Bezirk, die Brigittenau, am südwestlichen, rechten Donauufer mit dem 21. Bezirk, Floridsdorf, am nordöstlichen, linken Ufer der Neuen Donau. Während die beiden Strombrücken nur wenige Meter voneinander entfernt liegen, „[verläuft,] um der Sache mehr räumliche Spannung zu verleihen […]“ der die Neue Donau querende Brückenabschnitt mit der „U-Bahn-Trasse dabei nicht exakt parallel zur Bahn, sondern schwingt sich in einer sanften Kurve an das Stationsgebäude heran. Das hat […] zur Folge, daß nicht nur unter den beiden Trassen ‚Restraum‘ entsteht, sondern auch dazwischen.“
Die gemeinsame Verkehrsstation Wien Handelskai (Wien Handelskai, S-Bahn, und Handelskai, U6) liegt am südwestlichen Brigittenauer Brückenkopf und ist als Umsteigeknotenpunkt konzipiert. Das Aufnahmsgebäude verbindet stadtseitig den Handelskai mit dem Millennium Tower bzw. der Millenniumcity stromab- und dem Rivergate stromaufwärts, mit dem parallel auf Straßenniveau liegenden Inselbahnsteig der Donauuferbahn (Vorortelinie S45) sowie mit den S-Bahn- und U-Bahn-Seitenbahnsteigen in Hochlage und dem Ausgang auf dem Höhenniveau des Uferdamms.
Beim nordöstlichen Floridsdorfer Brückenkopf nahe der aufgelassenen S-Bahn-Haltestelle Wien Strandbäder befindet sich auf der Eindeckung der Donauuferautobahn zwischen dem Hubertusdamm und dem (Am) Rollerdamm die ebenfalls in Hochlage errichtete U-Bahn-Station Neue Donau. Der Busumkehrplatz Neue Donau ist Endhaltestelle der Buslinie 20A mit Anbindung unter anderem an die Alte Donau und die anliegenden legendären Strandbäder Arbeiterstrandbad, Strandbad Alte Donau und Bundessportbad sowie an die U1-Station Kaisermühlen-VIC (Reichsbrücke) und den Donauturm.
Mit den beiden Stationen weist die U-Bahn-Brücke eine ähnliche Anordnung auf wie die Donaustadtbrücke mit der U-Bahn-Linie U2. Im Gegensatz zur Reichsbrücke mit der (eingehausten) U-Bahn-Linie U1 befinden sich die beiden U6-Stationen so nahe wie möglich am Donau- bzw. Neue-Donau-Ufer, hingegen gibt es keine Aussteigmöglichkeit auf der Donauinsel selbst.

### Individualverkehr
Beim nordöstlichen Brückenkopf befindet sich neben dem Busumkehrplatz Neue Donau (siehe oben) ein Parkplatz für Kraftfahrzeuge mit rund 40 Stellplätzen.
Anders als die benachbarte Nordbahnbrücke mit dem nicht öffentlich zugänglichen Steg an der Nordbahnbrücke (auch: Steg an der Nordwestbahn) verfügt die U-Bahn-Brücke über eine Rad- und Fußwegverbindung, die, wie auch die Reichsbrücke und die Praterbrücke, die nicht-motorisierte Donauüberquerung an diesem Flussabschnitt ermöglicht. Eine Besonderheit stellen dabei die drei U-Bahn-Brückenabschnitte mit unterschiedlich angeordneten Fußgänger- und Radverkehrsanlagen dar:
- Der Brückenabschnitt über den Donaustrom (Strombrücke) ist mit zwei außenliegenden, am unteren Niveau des Kastenprofils der U-Bahn-Brücke angebrachten Seitenstegen ausgeführt. Die höherliegende Gleisebene ergibt damit Begrenzungsmauern zu den beiden Rad- und Fußwegen. Jeweils zwei stromauf und stromab gelegene turmartige Steinbauwerke mit Wendelrampen und Stiegen dienen der Erschließung von Damm (rechtes Donauufer) und Insel (linkes Donauufer) hinauf auf die Höhe der Stege.[8]
- Die Donauinsel wird vom Rad- und Fußverkehr im Weiteren auf Bodenniveau gequert, der Brückenabschnitt über die Insel ist damit ausschließlich als U-Bahn-Brücke ausgeführt.
- Die Querung über den Brückenabschnitt über die Neue Donau ist als unter dem eigentlichen Brückentragwerk untergehängte Trasse ausgeführt, die niveaufrei sowohl auf der Donauinsel als auch auf dem nordöstlichen Uferdamm, direkt gegenüber dem U-Bahn-Eingang der Station Neue Donau, einmündet.

Am stärksten frequentiert wird der Georg-Danzer-Steg im Zuge des jährlichen Wiener Donauinselfests, bei dem Danzer mehrmals aufgetreten ist.